# 80kidz

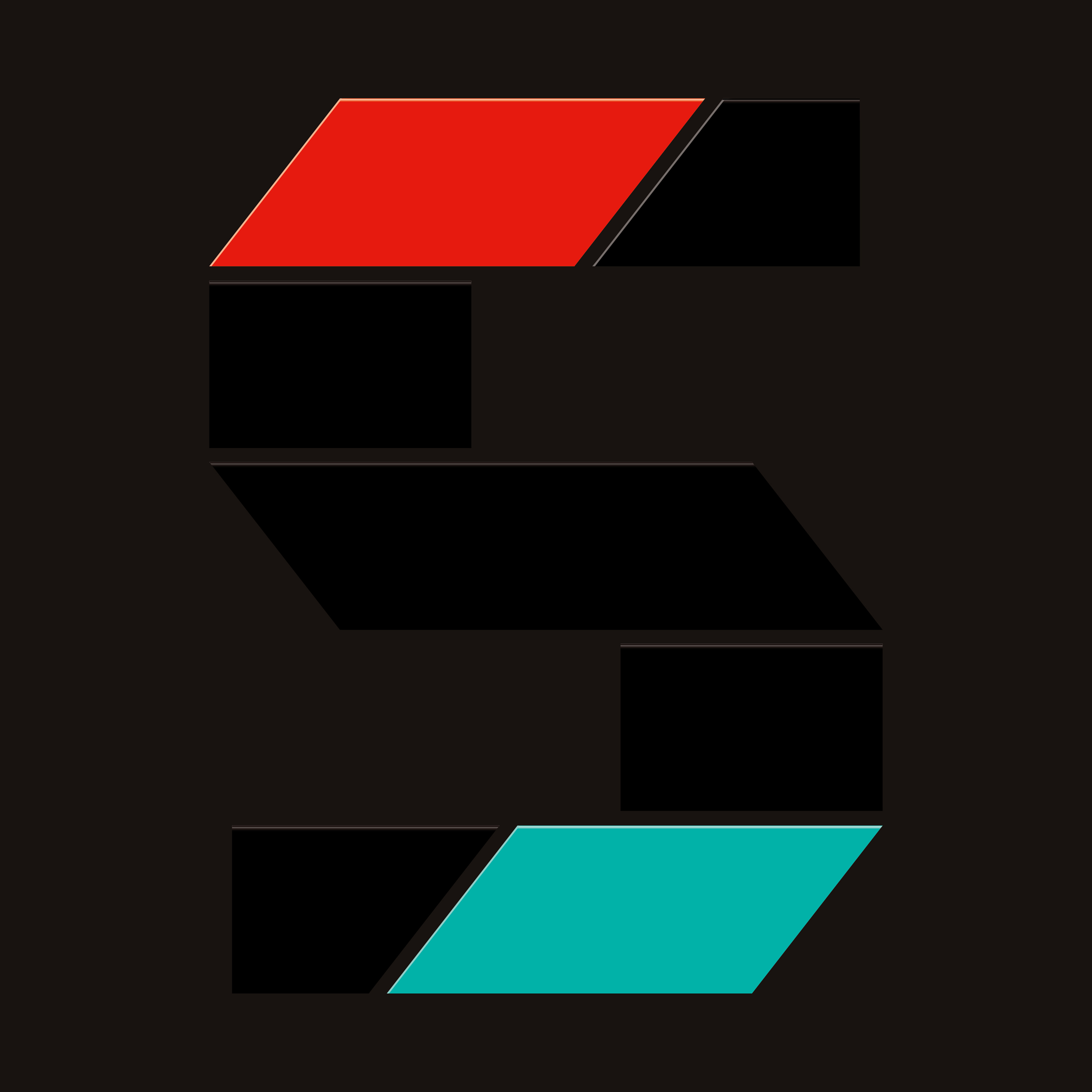

O 80kidz (Eitikizzu) é um duo japonês de electro, formado em 2006 por Ali e Jun. Participou de diversas coletâneas e remixou trabalhos de diversos artistas, obtendo algum sucesso no âmbito de seu estilo musical. Lançou seu primeiro disco em 2009, "This Is My Shit", o segundo em 2010, "Weekend Warrior", e o terceiro em 2012 "Turbo Town".
Em junho de 2010 lançou o single "Spoiled Boy", com a participação de Lovefoxxx.

## Discografia

### Álbuns
1. This Is My Shit
2. Weekend Warrior
3. Turbo Town

### EPs
1. Life Begins At Eighty
2. Voice
3. Spoiled Boy (feat. Lovefoxxx)

### Discos de Remixes
1. This Is My Works

### Compilações
- Kitsuné Maison Compilation 7

### Remixes
- Autokratz - Stay The Sama (80kidz Remix) [Kitsune]
- Black Kids - Boyfriend... (80kidz remix) [Almost gold]
- Danger - 88:88 (80kidz remix) [Ekle o Shock]
- Hey Champ - Cold Dust Girl (80kidz remix)[1st & 15th product]
- CSS - Left Behind (80kidz Remix)[SUBPOP/KSR]
- Cazals - Poor Innocent Boys (80Kidz Remix)[Kitsune]
- Ladybirds - andy lex (80kidz RMX) [FLAKES]
- Quiero Club- LAT DA MUSIC (80kidz RMX) [ARTUNION]
- The Shoes- Knock Out(80kidz RMX) [KSR]
- Benjamin Diamond - Baby On Fire (80kidz Remix) [DIAMOND TRAX]
- The BPA - Seattle (80kidz Remix) [southernfried]
- Penelopes - Stuck in lalaland (80kidz remix)[CITIZEN]
- Phenomenal Handclap Band - 15 to 20 (80kidz Remix) [KSR]
- Heartsrevolution - Dance Till Down (80kidz Remix) [Kitsune]
- Fight Like Apes - Lend Me Your Face (80kidz Remix)
- Metric - Help I'm Alive (80kidz Remix) [Pias]
- Crystal Fighters - I Love London (80kidz Remix) [Kitsune]
- Stellastar - Freak Out (80kidz Remix)
- Simian Mobile Disco - Cruel Intentons (80kidz Remix)
- Dan Black - Symphonies (80kidz Remix) [EMI]
- Rusko - Whoo Boost (80kidz Remix) [xxxxx]
- Desmond And The Tutus - Kiss You On The Cheek (80kidz Remix) [Flakes]
- SPYAIR - 0 GAME (80kidz Remix)
- BEAST - Mystery (80kidz Remix)